# Bergschenhoek

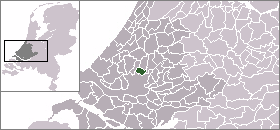
Vị trí của Bergschenhoek

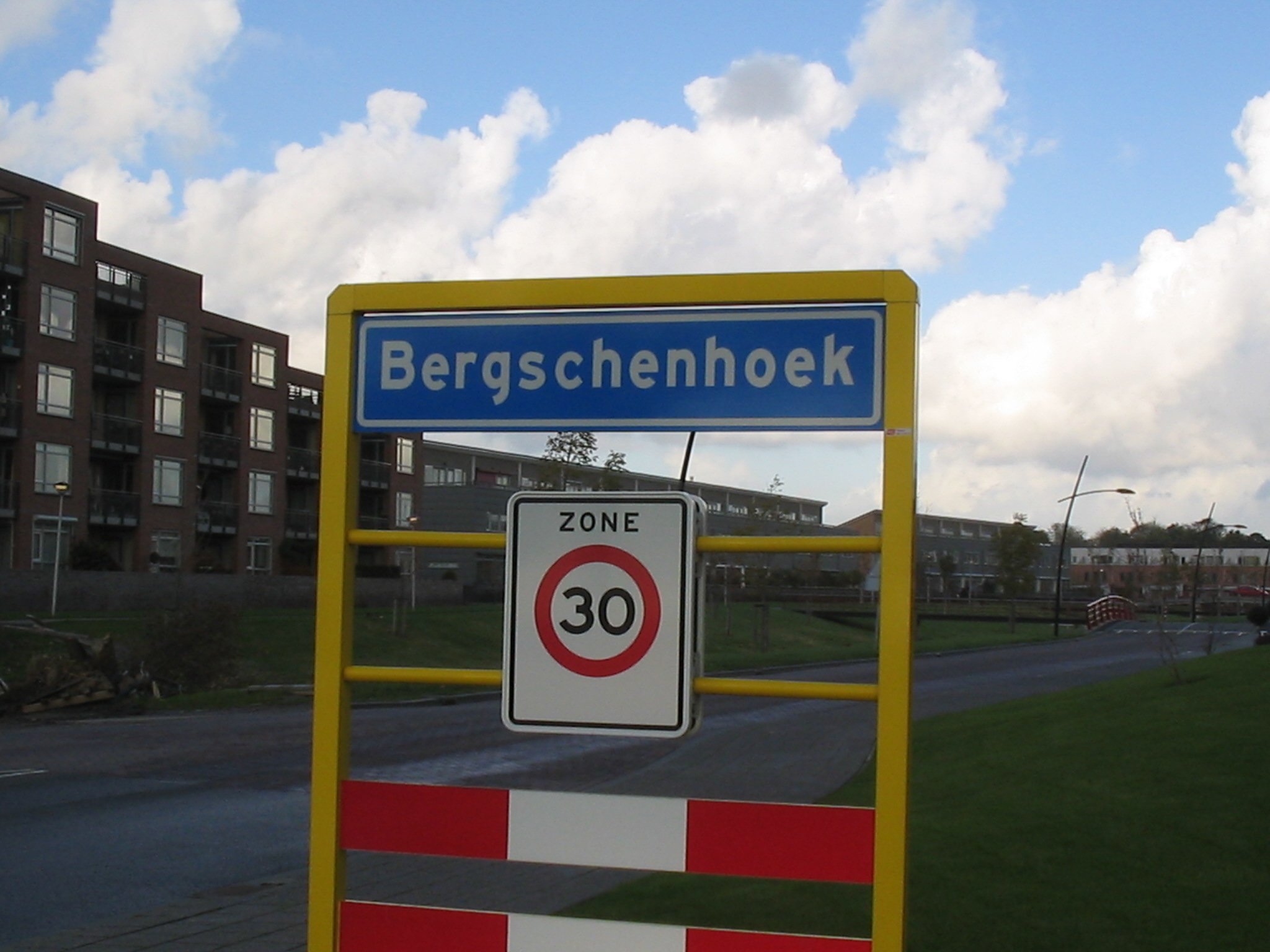
Biển báo

Bergschenhoek là một đô thị (khu tự quản) cũ của tỉnh Zuid-Holland, Hà Lan. Đây là một thị xã và khu đô thị cũ ở Hà Lan. Nó nằm khoảng 10 km về phía bắc của Rotterdam trong tỉnh Nam Hà Lan. Đô thị cũ có dân số 16.608 vào năm 2006, và bao phủ một diện tích 15,52 km ² trong đó có 0,63 km ² là diện tích mặt nước. Ngày 1 tháng 1 năm 2007, thị trấn được sáp nhập với các thị trấn lân cận Berkel en Rodenrijs và Bleiswijk để hình thành khu đô thị mới Lansingerland, ba thị trấn chung được biết đến tại địa phương là "Hoek 3B".
Do dòng sóng liên tục của người dân đến Bergschenhoek, đô thị này đang trong tình trạng liên tục mở rộng, và hiện nay chủ yếu là một thị xã đi của cư dân làm việc trong các thành phố lân cận và đi xe về trong ngày.
Tên của đô thị này có nguồn gốc từ một huyện của thành phố gần đó của Rotterdam, Hillegersberg.